# Jaime Moreno Gálvez
Jaime Moreno Gálvez (Pichucalco, Chiapas, 20 de septiembre de 1957) es un actor mexicano.

## Biografía y carrera
Inició su carrera en el ambiente artístico colaborando como locutor en los grupos radiofónicos mexicanos RCN y XEW, en la Ciudad de México, a donde emigró para buscar una oportunidad a los 16 años. Su debut como actor fue en la película El Premio Nobel del Amor en 1973, protagonizada por Angélica María y dirigida por Rafael Baledón.
Inició su carrera artística en el género de las fotonovelas en México, participando activamente en varias producciones, entre las que se encuentran: Novelas de amor, Linda, Cita y Cita de Lujo.
En 1976, obtuvo su primer papel protagónico en la cinta La India bajo la dirección de Rogelio A. González, como El Potro, alternando con Isela Vega, Mario Almada y Lilia Prado.
A partir de este primer papel estelar, vuelve a protagonizar nuevas producciones en los siguientes años: El Chinaco Karateca en 1977, y Las del Talón en 1978.
En 1979, tuvo papeles protagónicos en las cintas: Las Golfas del Talón, La Hija de Nadie, Cuando Tejen las Arañas, El Fin del Tahúr y Erótica, esta última bajo la dirección de Emilio Fernández.
Como intérprete musical, en 1974 produjo un álbum titulado Jaime Moreno, con la compañía discográfica CBS, en la actualidad Sony Music.
En televisión, participó en sus primeras telenovelas, Ana del Aire de 1974, y Yara de 1979.
En 1981, intervino en la producción hispanomexicana Barcelona Sur.
En 1985, participó en el filme mexicano Terror y Encajes Negros. En televisión, actuó en la telenovela María Mercedes, en 1992.
En 1994, se postuló como candidato a senador por su estado natal Chiapas por el partido Frente Cardenista de Reconstrucción Nacional.
Además de su actividad artística, que continuó desarrollando en sus facetas de imitador, cantante, locutor, conductor y compositor, comenzó a desarrollarse como inventor en su estado natal Chiapas, diseñando diversos aparatos para la seguridad, tecnología para minusválidos e instrumentos deportivos.
En 2017, presentó el lanzamiento de su segunda producción musical titulada Nomás Contigo, un disco producido por Ed Bo Producciones.

## Vida personal
Ha sido activista en la política chiapaneca, y fue despojado de su finca en su estado natal.

## Filmografía

### Cine
- El premio nobel del amor (1973)
- El principio (1973)
- El amor tiene cara de mujer (1973)
- El principio (1973)
- Las víboras cambian de piel (Guns and Guts) (1974)
- El mariscal del infierno (Devil's Possessed) (1974)
- Noche de muerte (1975)
- El padrino… es mi compadre (1975)
- La loca de los milagros (1975)
- La india (1976)
- El chicano karateca (1977)
- Las del talón (1978)
- La hija de nadie (1979)
- Cuando tejen las arañas (1979)
- Erótica (1979)
- La India blanca (1979)
- El fin del tahúr (1979)
- Las golfas del talón (1979)
- Con la muerte en ancas (1980)
- Tiempo para amar (1980)
- Amor ciego (Sex Beach) (1980)
- Los mantenidos (1980)
- El sexo sentido (1981)
- Barcelona sur (1981)
- Solo para damas (1981)
- De puro relajo (1982)
- Reventón en Acapulco (1982) - Filmada en 1980
- Las fabulosas del reventón (1982)
- Un reverendo trinquetero (1982)
- Las fabulosas del reventón 2 (1983)
- Las modelos de desnudos (1983)
- Se me sale cuando me río (1983)
- Las vedettes (1983)
- Mercenarios de la muerte (1983)
- Estoy sentenciado a muerte (1983)
- La pulquería 3 - Entre ficheras anda el diablo (1984)
- Terror y encajes negros (1985)
- La hija sin padre (1987)
- La muerte llora de risa (1988)
- El Brazo Mortal (1996)
- La Sombra de la Muerte (1996)
- El Brazo mortal (1996)
- Asuntos Internos (1996)
- Dos bribones tras el tesoro pedido (2007)

### Televisión
- Ana del aire (1974)
- Yara (1979)
- Los Pardaillan (1981)
- Pobre juventud (1986)
- María Mercedes (1992)
- Hasta el fin del mundo (2014)